# Lucun Shuiku
Lucun Shuiku är en reservoar i Kina. Den ligger i provinsen Anhui, i den östra delen av landet, omkring 240 kilometer sydost om provinshuvudstaden Hefei. Lucun Shuiku ligger 82 meter över havet. Arean är 2,2 kvadratkilometer. I omgivningarna runt Lucun Shuiku växer i huvudsak blandskog. Den sträcker sig 3,4 kilometer i nord-sydlig riktning, och 2,8 kilometer i öst-västlig riktning.
Genomsnittlig årsnederbörd är 2 012 millimeter. Den regnigaste månaden är augusti, med i genomsnitt 315 mm nederbörd, och den torraste är januari, med 72 mm nederbörd.